# فهرست وابسته‌های دیپلماتیک امارات متحده عربی

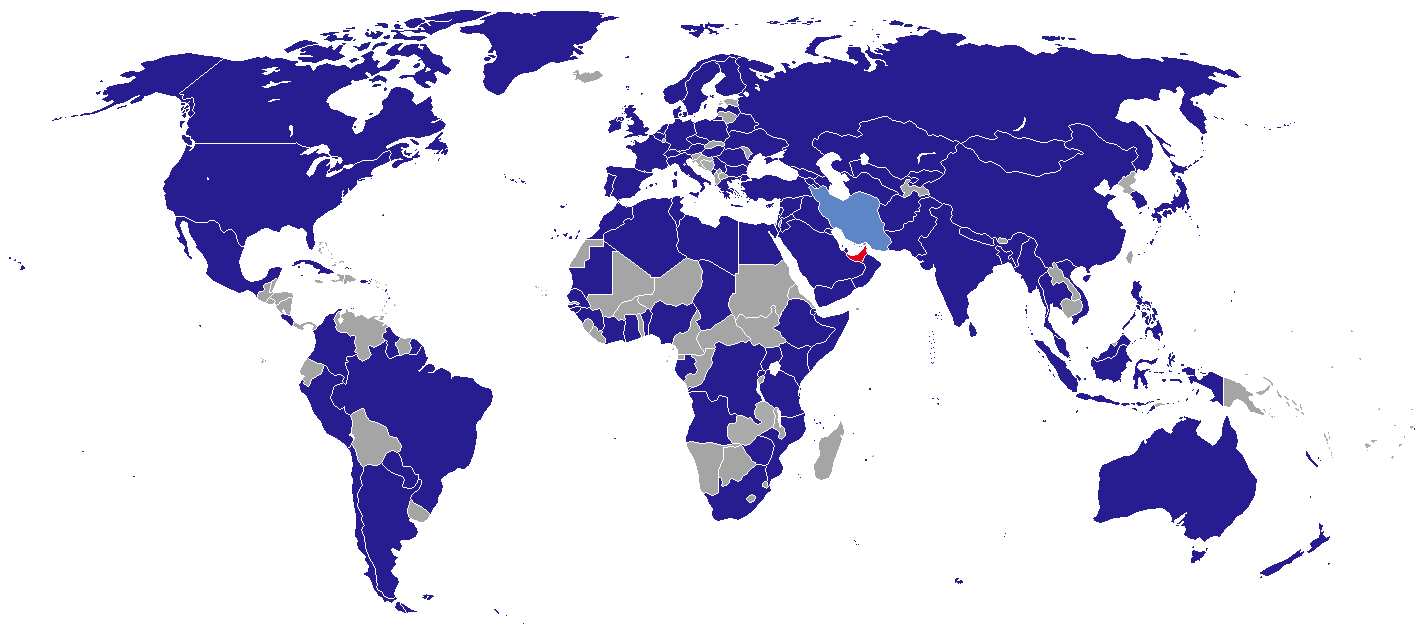
نقشهٔ وابسته‌های دیپلماتیک اماراتی

این مقاله شامل فهرست وابسته‌های دیپلماتیک امارات متحدهٔ عربی است اما شامل کنسول‌گری‌های افتخاری نمی‌شود.

## آفریقا
- الجزایر
  - الجزیره (سفارت‌خانه)
- آنگولا
  - لوآندا (سفارت‌خانه)
- چاد
  - انجامنا (سفارت‌خانه)
- جیبوتی
  - جیبوتی (سفارت‌خانه)
- مصر
  - قاهره (سفارت‌خانه)
- اتیوپی
  - آدیس آبابا (سفارت‌خانه)
- غنا
  - آکرا (سفارت‌خانه)
- گینه
  - کوناکری (سفارت‌خانه)
- کنیا
  - نایروبی (سفارت‌خانه)
- لیبی
  - طرابلس (سفارت‌خانه)
- موریتانی
  - نواکشوت (سفارت‌خانه)
- مراکش
  - رباط (مراکش) (سفارت‌خانه)
  - العیون (کنسول‌گری عمومی)
- موزامبیک
  - ماپوتو (سفارت‌خانه)
- نیجریه
  - آبوجا (سفارت‌خانه)
  - لاگوس (کنسول‌گری عمومی)
- رواندا
  - کیگالی (سفارت‌خانه)
- سنگال
  - داکار (سفارت‌خانه)
- سیشل
  - Victoria (سفارت‌خانه)
- سومالی
  - موگادیشو (سفارت‌خانه)
- آفریقای جنوبی
  - پرتوریا (سفارت‌خانه)
- سودان
  - خارطوم (سفارت‌خانه)
- تانزانیا
  - دارالسلام (تانزانیا) (سفارت‌خانه)
- تونس
  - تونس (شهر) (سفارت‌خانه)
- اوگاندا
  - کامپالا (سفارت‌خانه)
- زیمبابوه
  - هراره (سفارت‌خانه)

## آمریکا
- آرژانتین
  - بوئنوس آیرس (سفارت‌خانه)
- برزیل
  - برازیلیا (سفارت‌خانه)
  - سائو پائولو (کنسول‌گری عمومی)
- کانادا
  - اتاوا (سفارت‌خانه)
  - تورنتو (کنسول‌گری عمومی)
- شیلی
  - سانتیاگو (سفارت‌خانه)
- کلمبیا
  - بوگوتا (سفارت‌خانه)
- کاستاریکا
  - San José (سفارت‌خانه)
- کوبا
  - هاوانا (سفارت‌خانه)
- مکزیک
  - مکزیکوسیتی (سفارت‌خانه)
- پاناما
  - پاناماسیتی (سفارت‌خانه)
- پرو
  - لیما (سفارت‌خانه)
- ایالات متحده آمریکا
  - واشینگتن، دی.سی. (سفارت‌خانه)
  - بوستون (کنسول‌گری عمومی)
  - هیوستون (کنسول‌گری عمومی)
  - لس آنجلس (کنسول‌گری عمومی)
  - نیویورک (کنسول‌گری عمومی)

## Asia
- افغانستان
  - کابل (سفارت‌خانه)
- ارمنستان
  - ایروان (سفارت‌خانه)
- جمهوری آذربایجان
  - باکو (سفارت‌خانه)
- بحرین
  - منامه (سفارت‌خانه)
- بنگلادش
  - داکا (سفارت‌خانه)
- چین
  - پکن (سفارت‌خانه)
  - گوانگ‌ژو (کنسول‌گری عمومی)
  - هنگ کنگ (کنسول‌گری عمومی)
  - شانگهای (کنسول‌گری عمومی)
- گرجستان
  - تفلیس (سفارت‌خانه)
- هند
  - دهلی نو (سفارت‌خانه)
  - بمبئی (کنسول‌گری عمومی)
  - تریواندروم (کنسول‌گری عمومی)[۱]
- اندونزی
  - جاکارتا (سفارت‌خانه)
- ایران
  - تهران (سفارت‌خانه)
  - بندرعباس (کنسول‌گری عمومی)
- عراق
  - بغداد (سفارت‌خانه)
- اسرائیل
  - تل‌آویو (سفارت‌خانه)[۲]
- ژاپن
  - توکیو (سفارت‌خانه)
- اردن
  - امان (سفارت‌خانه)
- قزاقستان
  - نورسلطان (سفارت‌خانه)
- کویت
  - کویت (شهر) (سفارت‌خانه)
- لبنان
  - بیروت (سفارت‌خانه)
- مالزی
  - کوالا لامپور (سفارت‌خانه)
- مالدیو
  - ماله (مالدیو) (سفارت‌خانه)
- مغولستان
  - اولان‌باتور (سفارت‌خانه)
- نپال
  - کاتماندو (سفارت‌خانه)
- عمان
  - Muscat (سفارت‌خانه)
- پاکستان
  - اسلام‌آباد (سفارت‌خانه)
  - کراچی (Consulate-General)
- فلسطین
  - رام‌الله (Representative Office)
- فیلیپین
  - مانیل (سفارت‌خانه)
- عربستان سعودی
  - ریاض (سفارت‌خانه)
  - جده (کنسول‌گری عمومی)
- سنگاپور
  - سنگاپور (سفارت‌خانه)
- کره جنوبی
  - سئول (سفارت‌خانه)
- سری‌لانکا
  - کلمبو (سفارت‌خانه)
- سوریه
  - دمشق (سفارت‌خانه)
- تایلند
  - بانکوک (سفارت‌خانه)
- ترکیه
  - آنکارا (سفارت‌خانه)
  - استانبول (کنسول‌گری عمومی)
- ترکمنستان
  - عشق‌آباد (سفارت‌خانه)
- ازبکستان
  - تاشکند (سفارت‌خانه)
- ویتنام
  - هانوی (سفارت‌خانه)
- یمن
  - صنعا (سفارت‌خانه)

## اروپا
- اتریش
  - وین (سفارت‌خانه)
- بلاروس
  - مینسک (سفارت‌خانه)
- بلژیک
  - بروکسل (سفارت‌خانه)
- بلغارستان
  - صوفیه (سفارت‌خانه)
- قبرس
  - نیکوزیا (سفارت‌خانه)
- جمهوری چک
  - پراگ (سفارت‌خانه)
- دانمارک
  - کپنهاگ (سفارت‌خانه)
- فنلاند
  - هلسینکی (سفارت‌خانه)
- فرانسه
  - پاریس (سفارت‌خانه)
- آلمان
  - برلین (سفارت‌خانه)
  - بن (Embassy branch office)
  - مونیخ (کنسول‌گری عمومی)
- یونان
  - آتن (سفارت‌خانه)
- مجارستان
  - بوداپست (سفارت‌خانه)
- جمهوری ایرلند
  - دوبلین (سفارت‌خانه)
- ایتالیا
  - رم (سفارت‌خانه)
- لتونی
  - ریگا (سفارت‌خانه)
- مونته‌نگرو
  - پودگوریتسا (سفارت‌خانه)
- هلند
  - لاهه (سفارت‌خانه)
- نروژ
  - اسلو (سفارت‌خانه)
- لهستان
  - ورشو (سفارت‌خانه)
- پرتغال
  - لیسبون (سفارت‌خانه)
- رومانی
  - بخارست (سفارت‌خانه)
- روسیه
  - مسکو (سفارت‌خانه)
- صربستان
  - بلگراد (سفارت‌خانه)
- اسپانیا
  - مادرید (سفارت‌خانه)
  - بارسلون (کنسول‌گری عمومی)
- سوئد
  - استکهلم (سفارت‌خانه)
- سوئیس
  - برن (سوئیس) (سفارت‌خانه)
- اوکراین
  - کی‌یف (سفارت‌خانه)
- بریتانیا
  - لندن (سفارت‌خانه)

## اقیانوسیه
- استرالیا
  - کانبرا (سفارت‌خانه)
  - ملبورن (کنسول‌گری عمومی)
- نیوزیلند
  - ولینگتون (سفارت‌خانه)

## سازمان‌های چندجانبه
- بروکسل (اتحادیه اروپا)
- قاهره (اتحادیه کشورهای عرب)
- ژنو (سازمان ملل متحد)
- نیویورک (سازمان ملل متحد)
- وین (آژانس بین‌المللی انرژی اتمی)

## نگارخانه

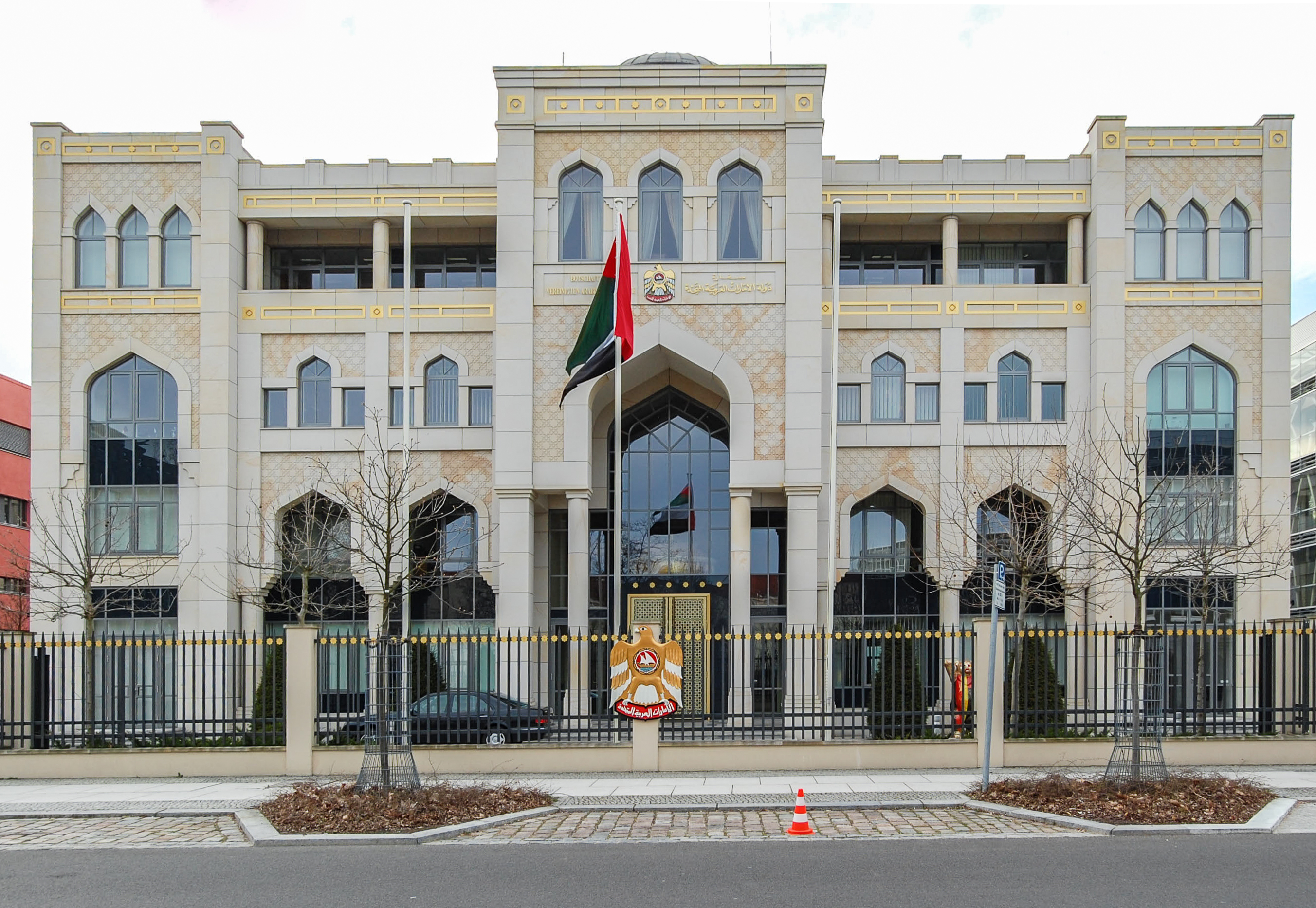
سفارت‌خانه در برلین
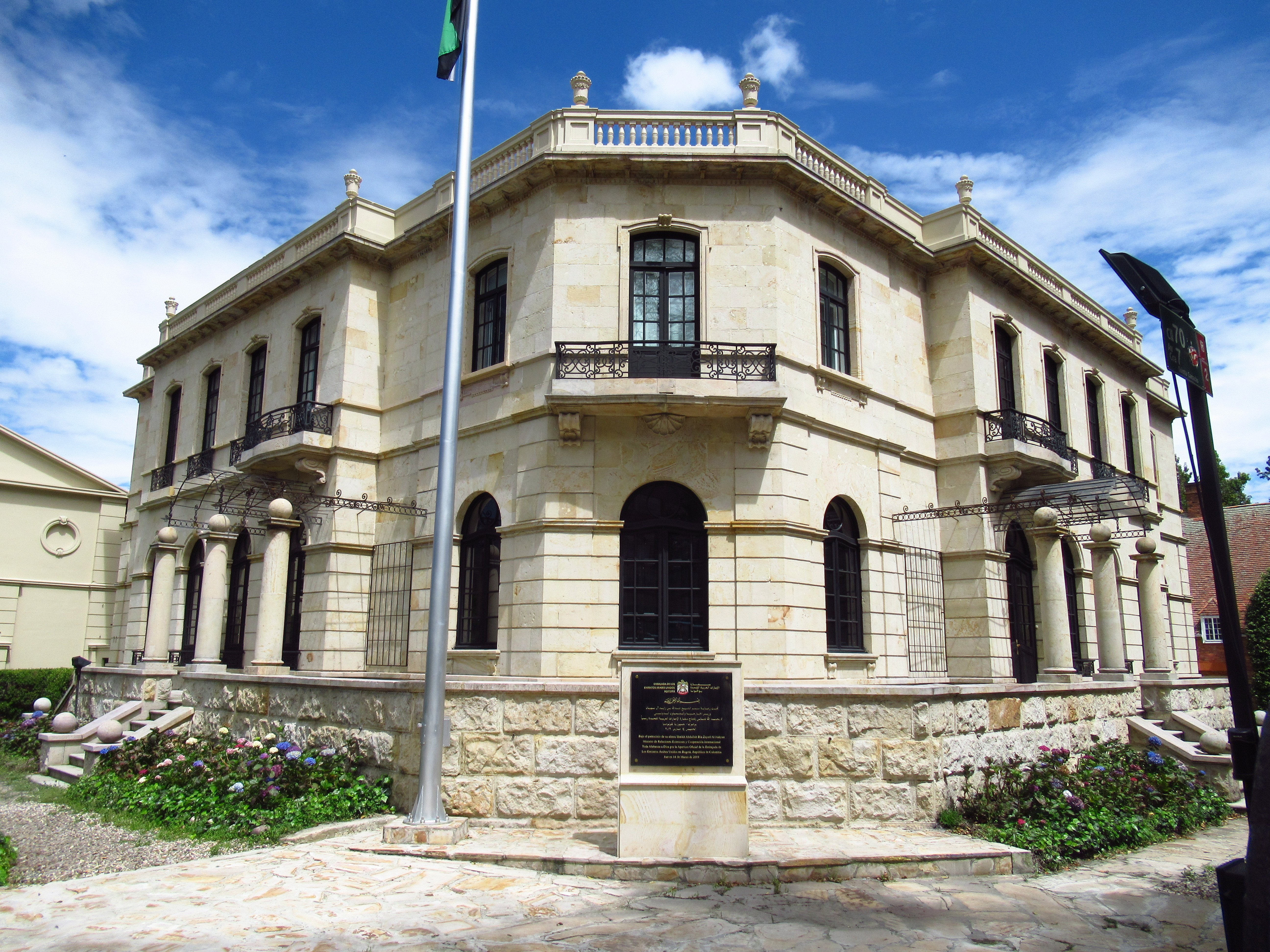
سفارت‌خانه در بوگوتا
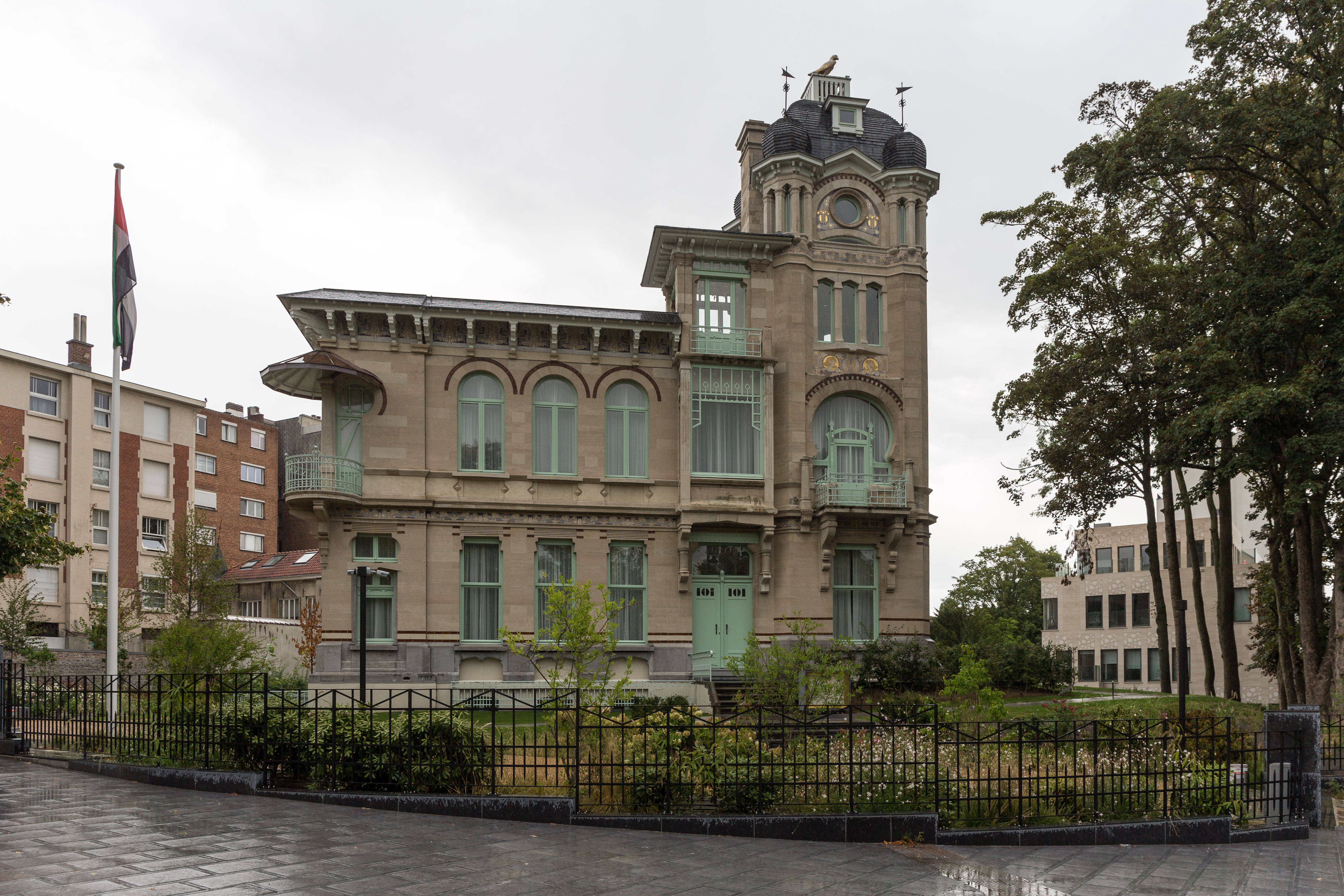
سفارت‌خانه در بروکسل
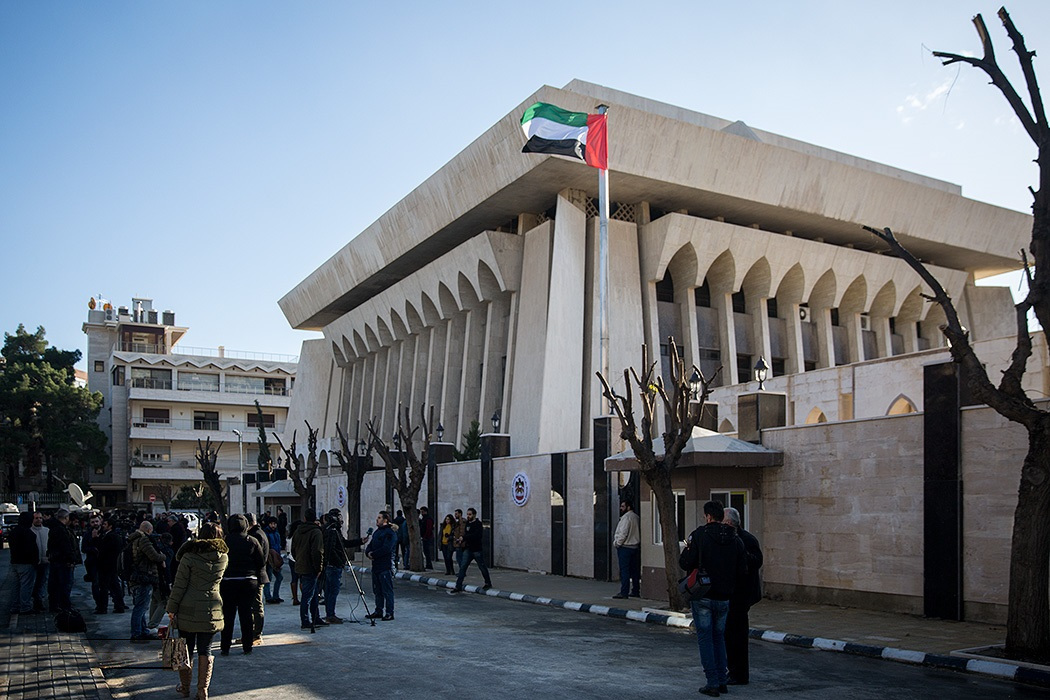
سفارت‌خانه در دمشق
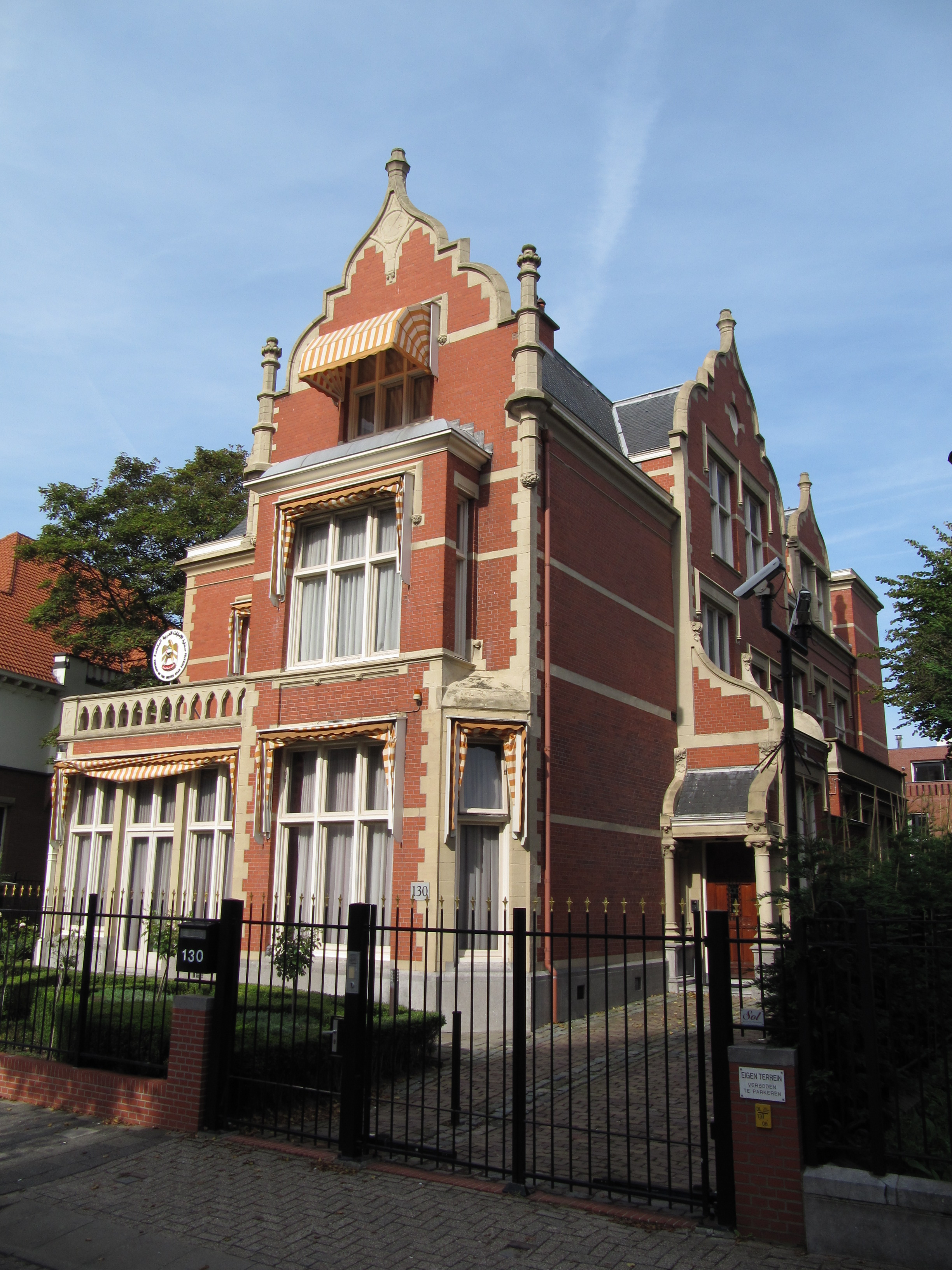
سفارت‌خانه در لاهه
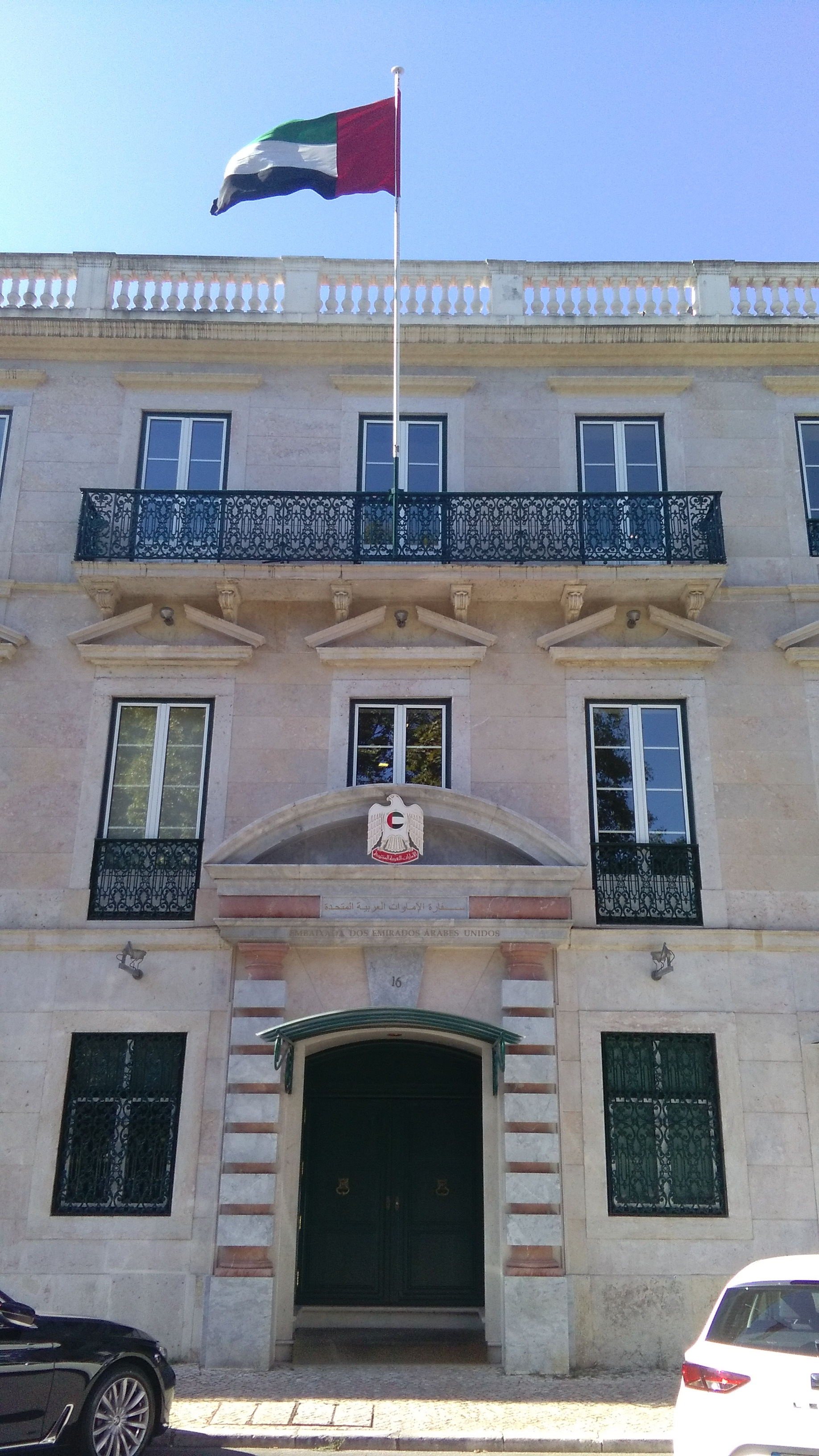
سفارت‌خانه در لیسبون
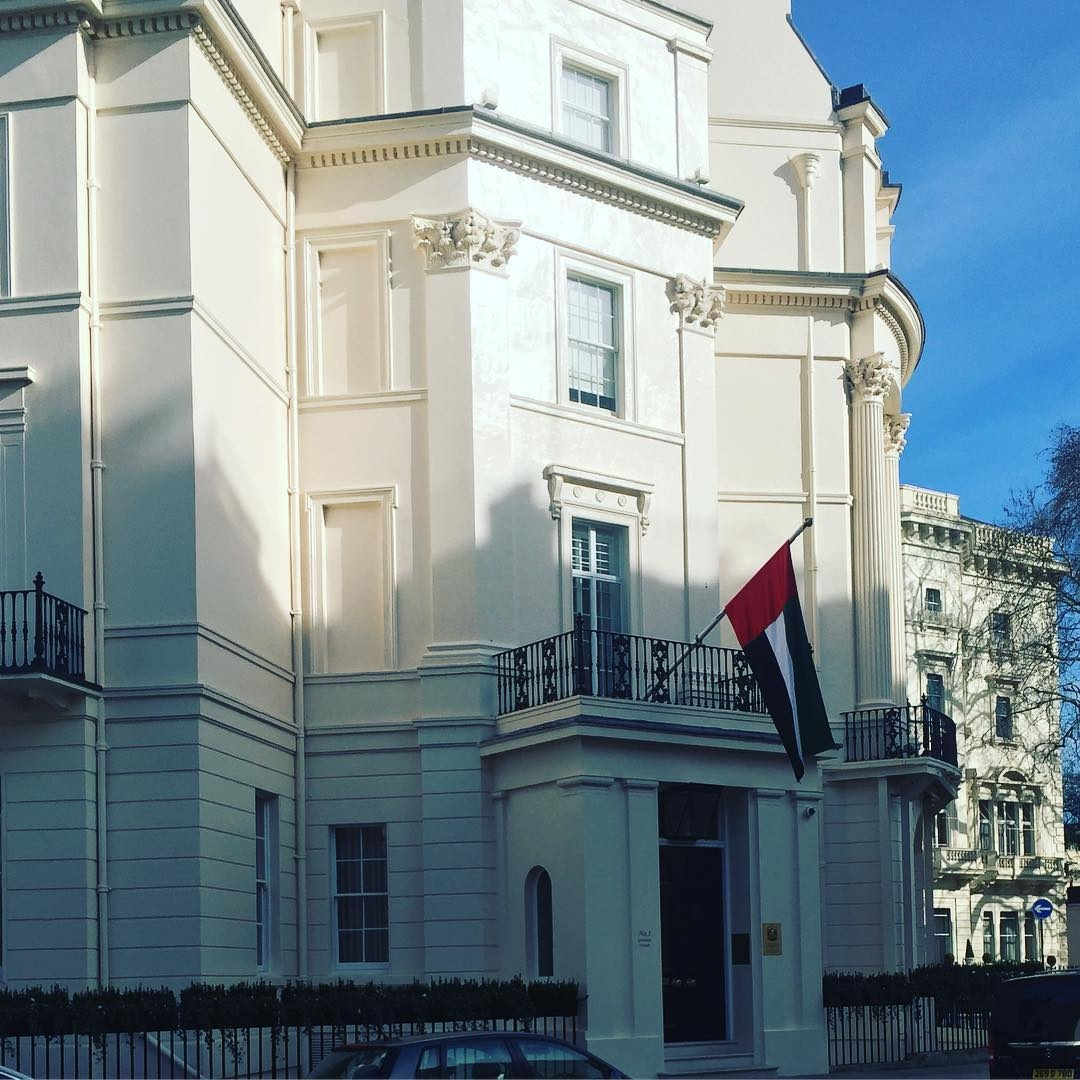
سفارت‌خانه در لندن
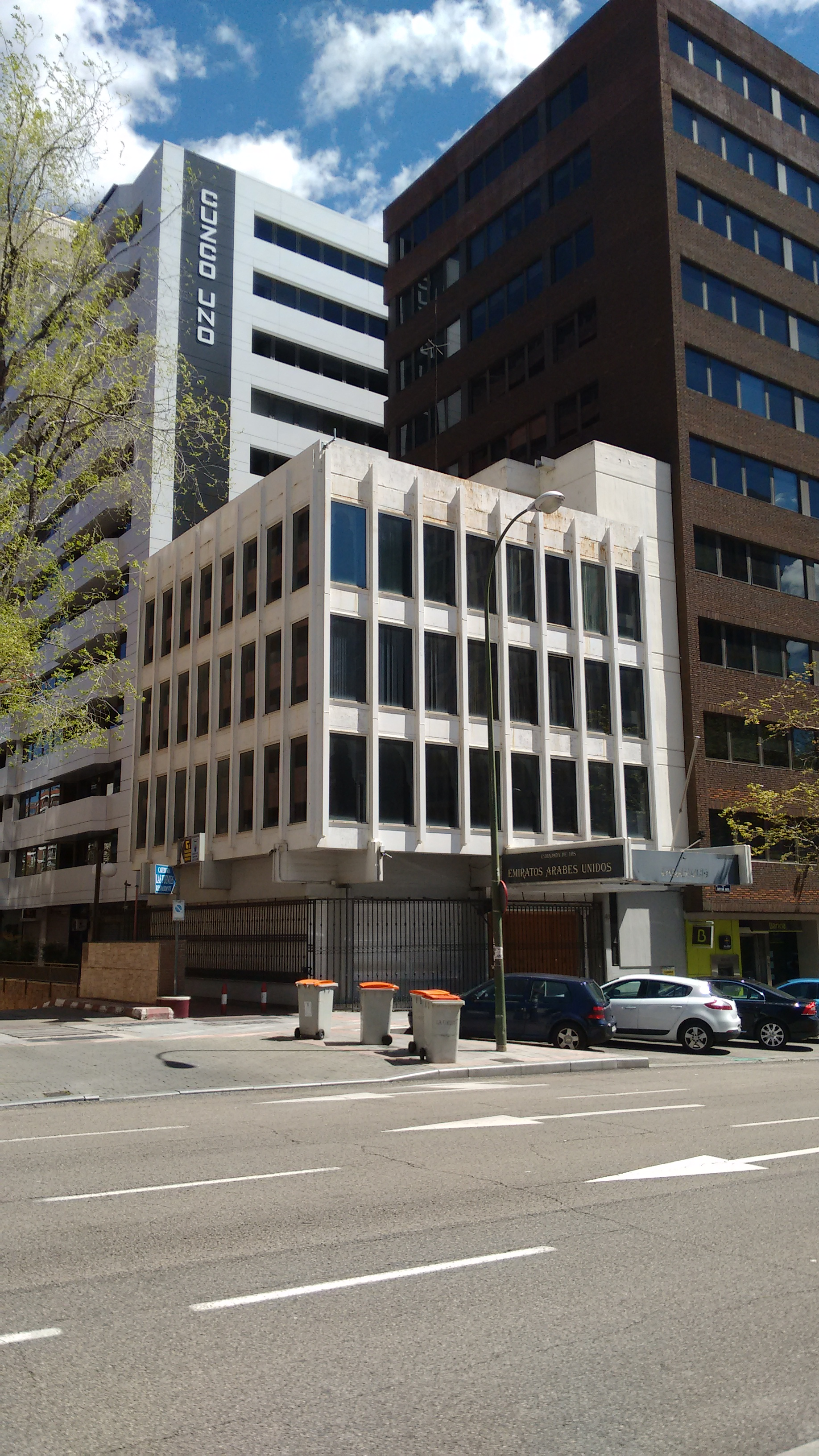
سفارت‌خانه در مادرید
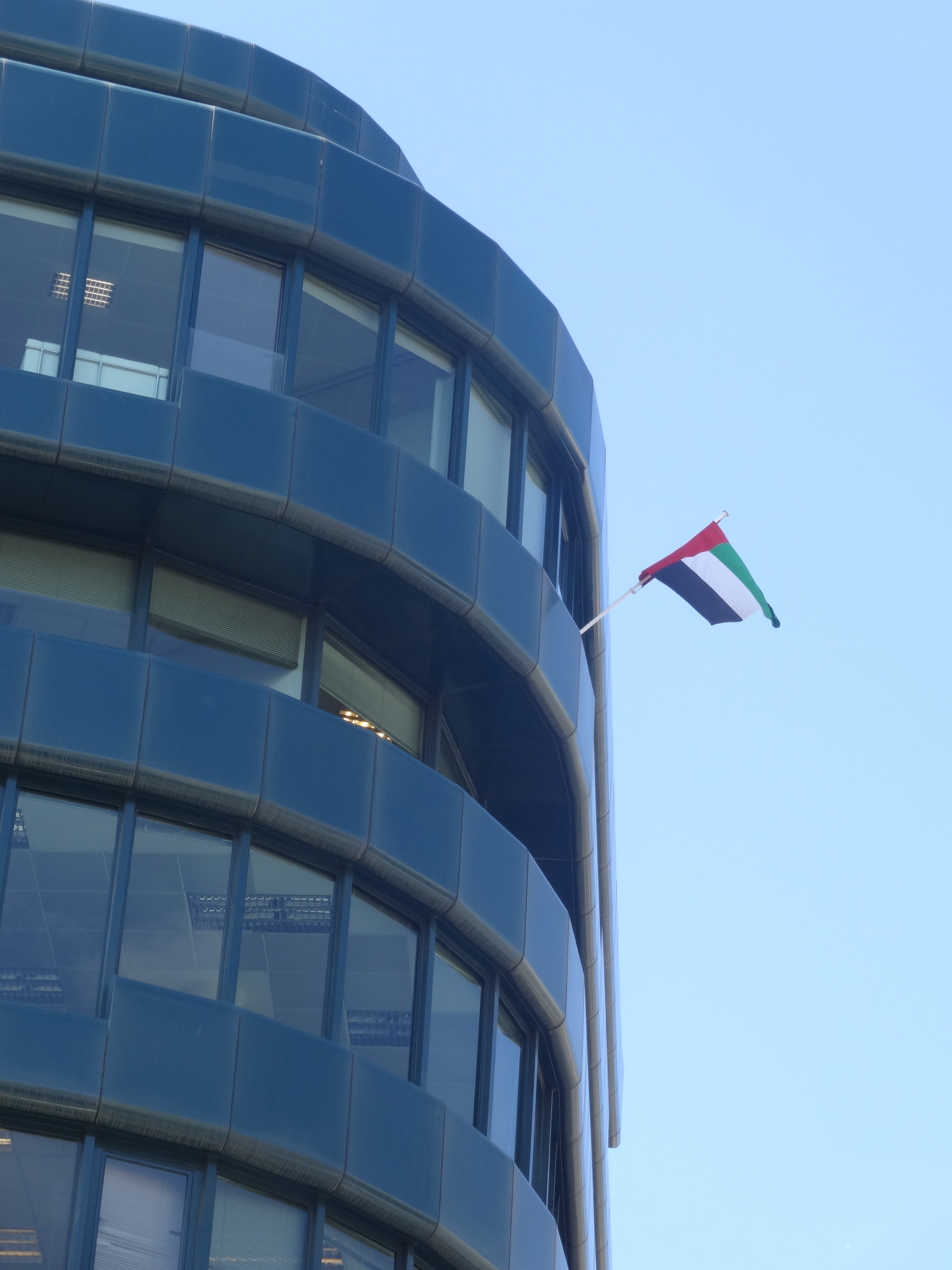
کنسول‌گری در بارسلون
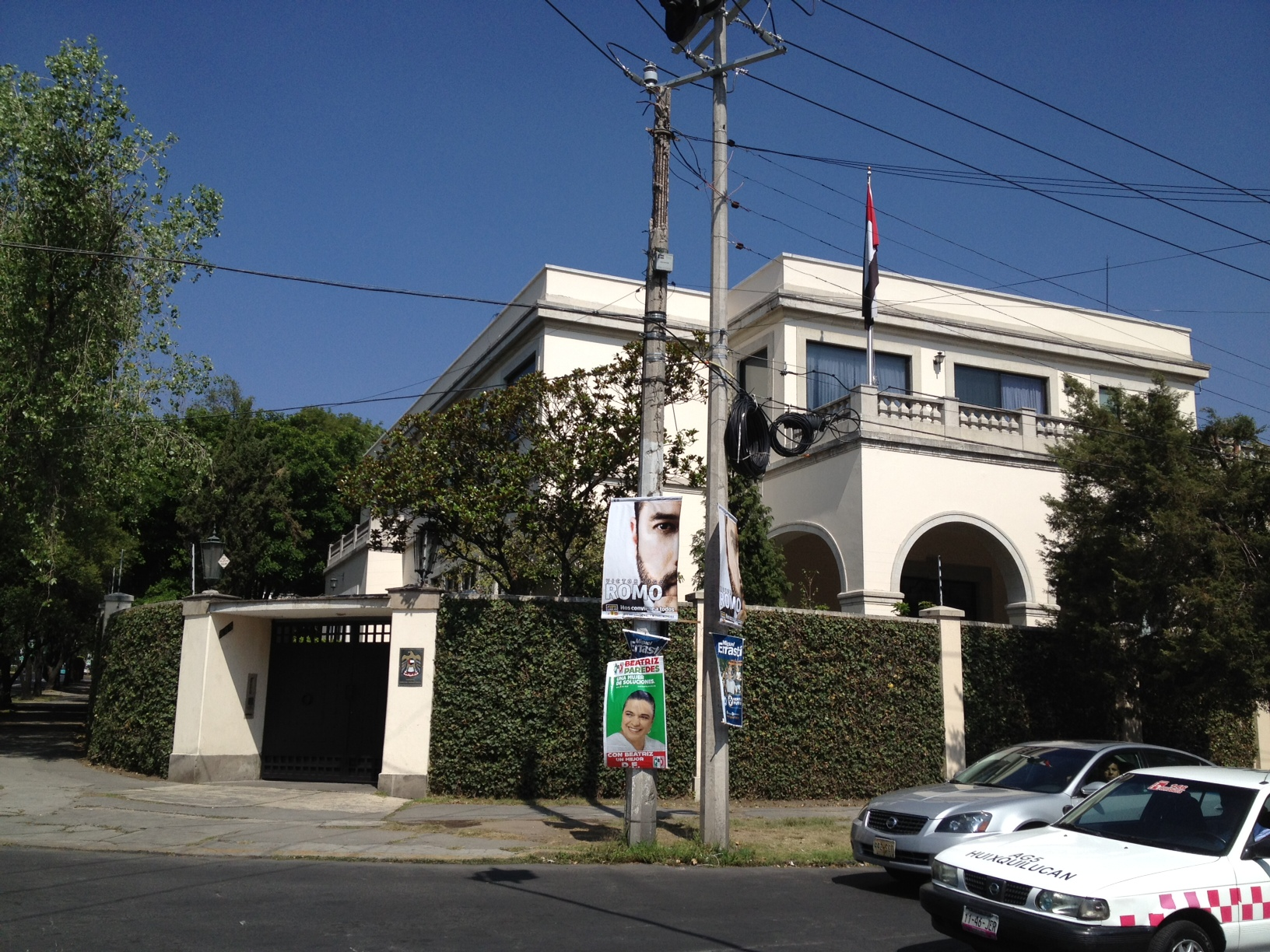
سفارت‌خانه در مکزیکوسیتی
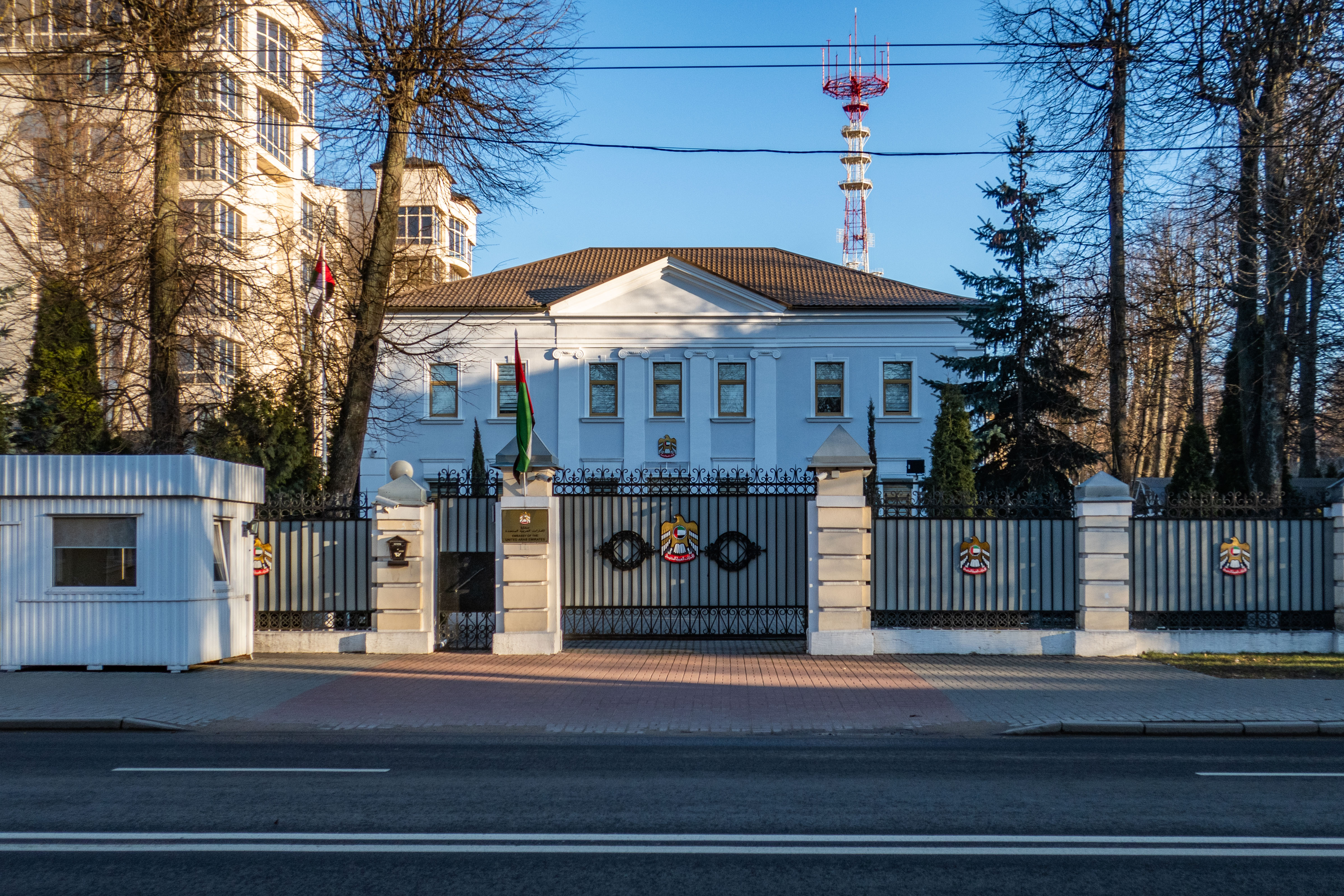
سفارت‌خانه در مینسک
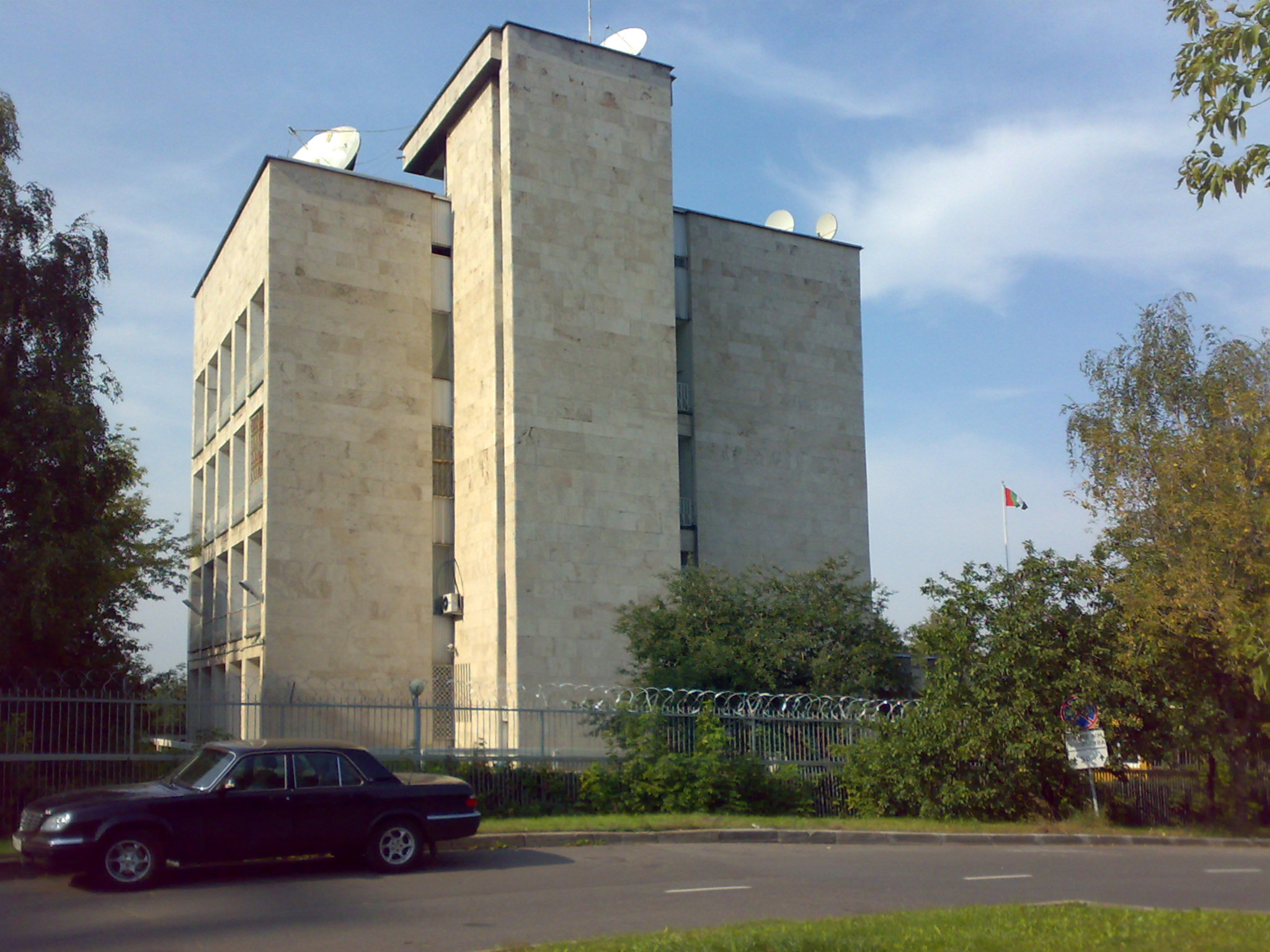
سفارت‌خانه در مسکو
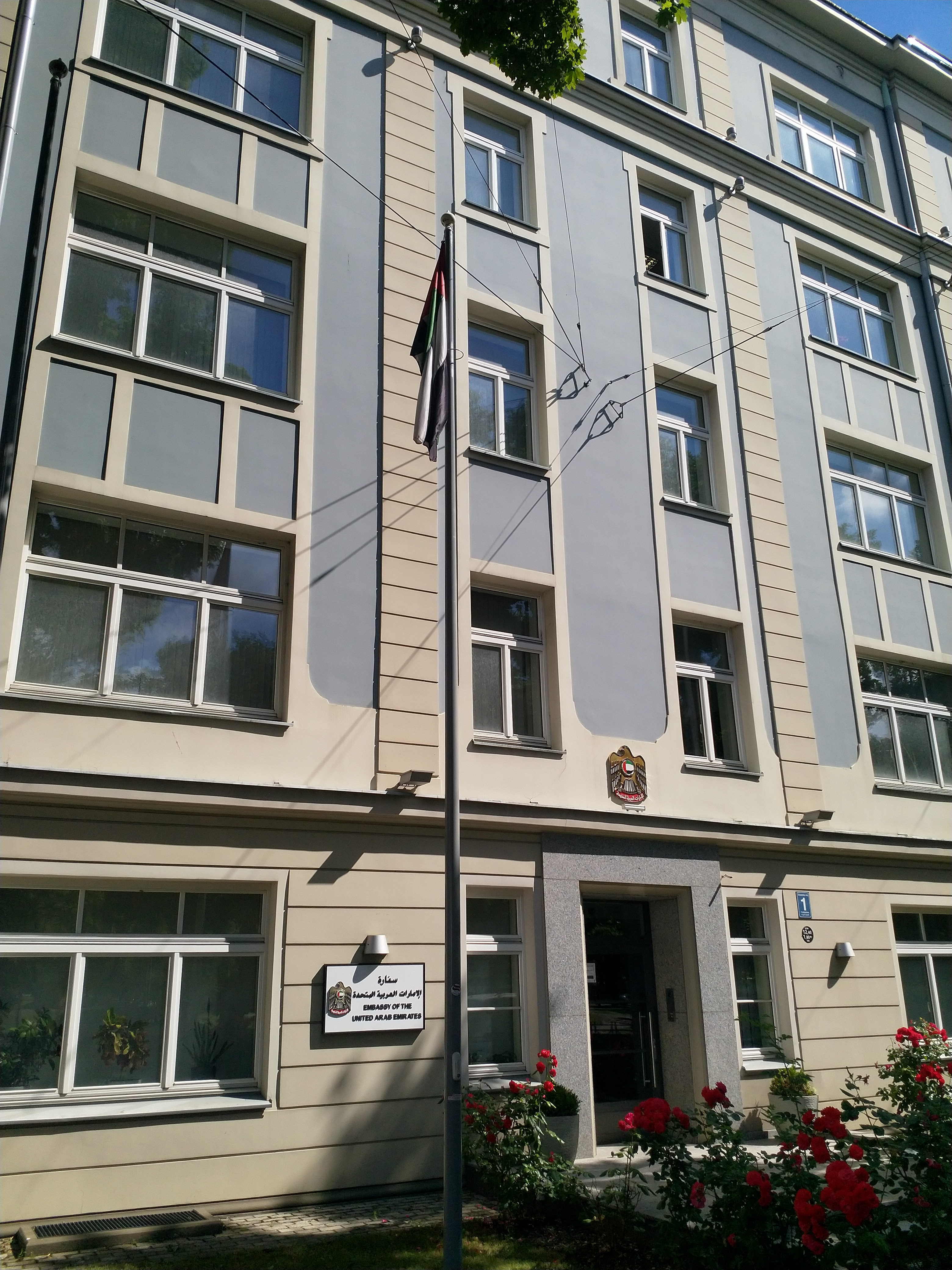
سفارت‌خانه در ریگا
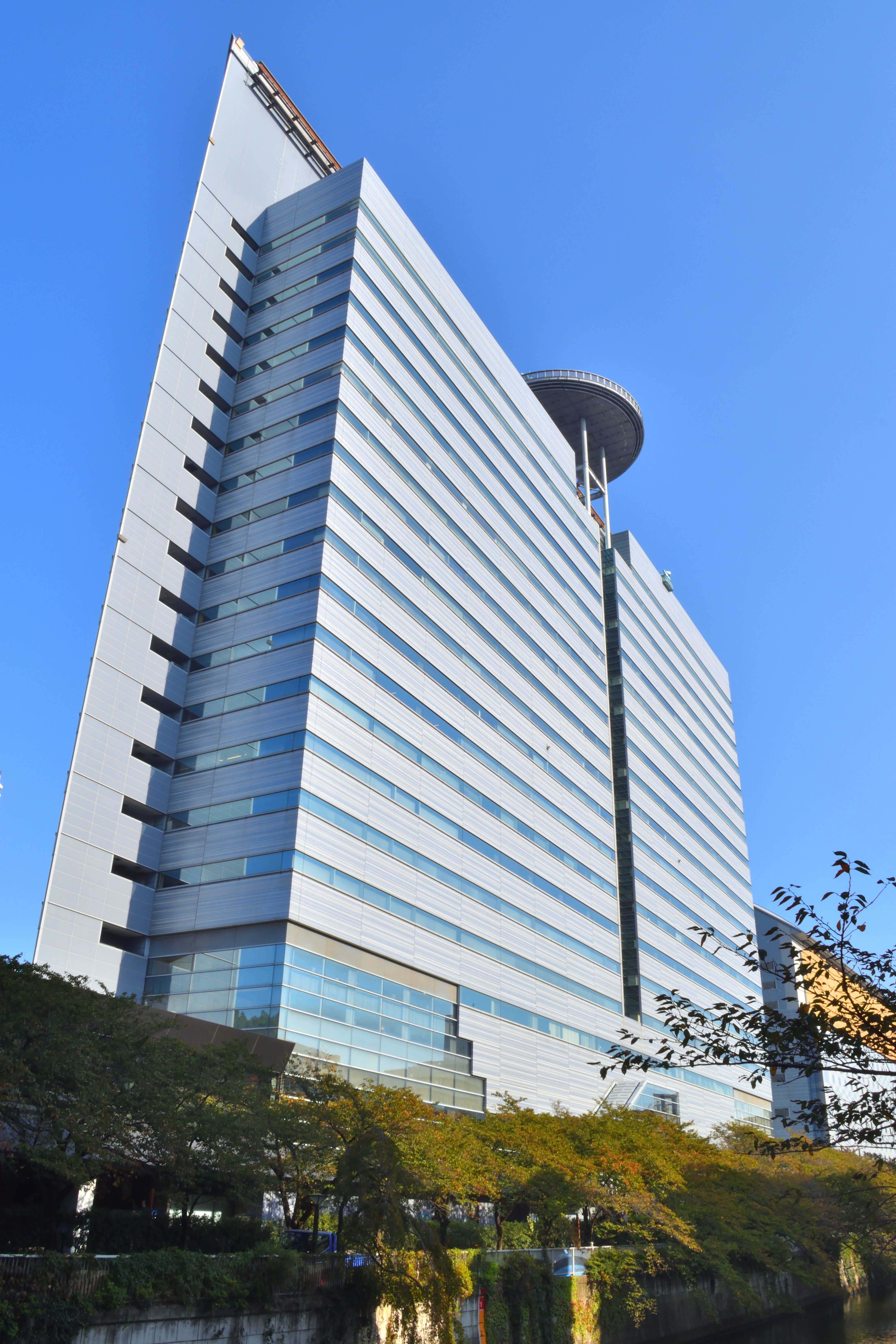
سفارت‌خانه در توکیو
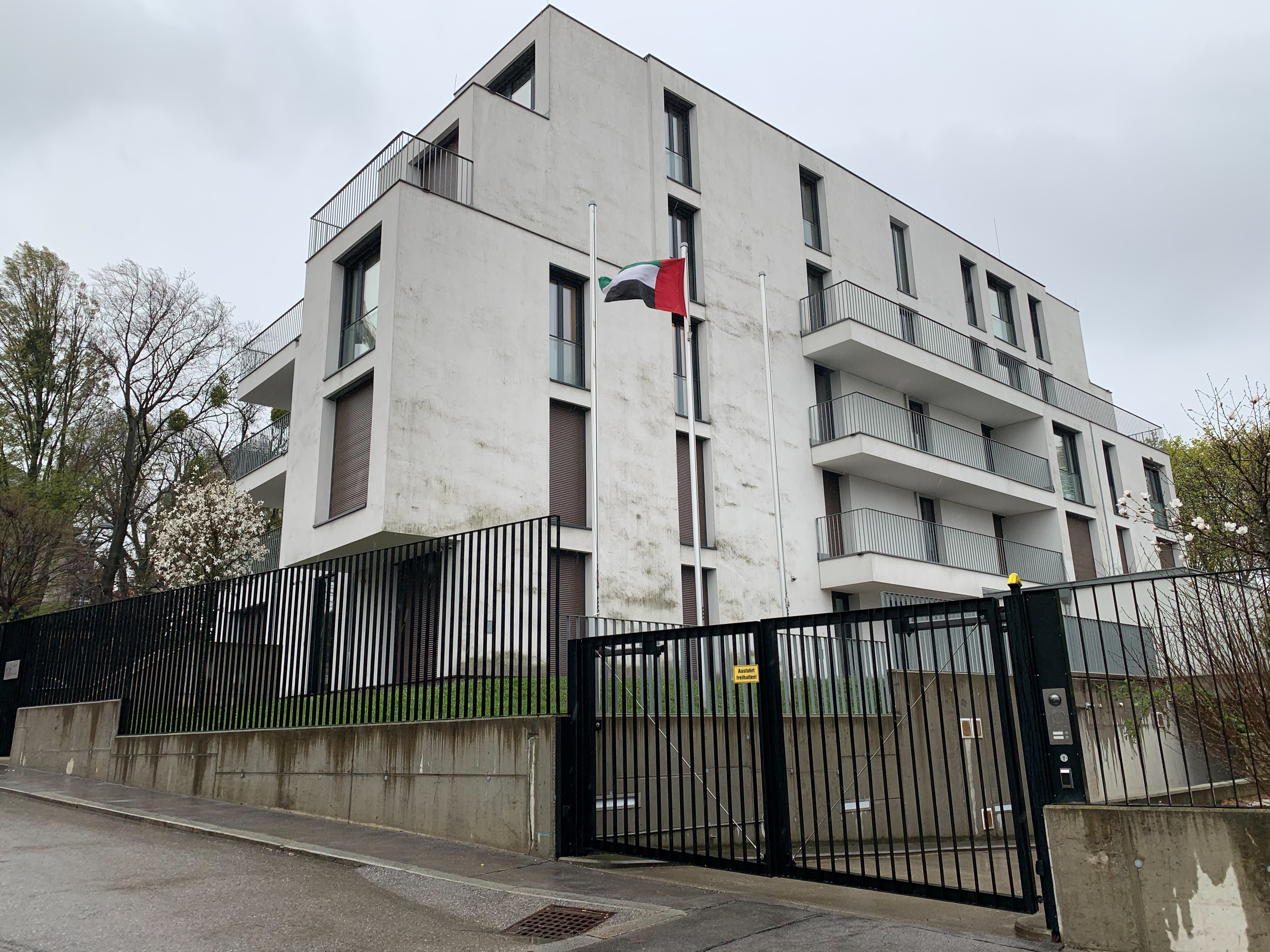
سفارت‌خانه در وین
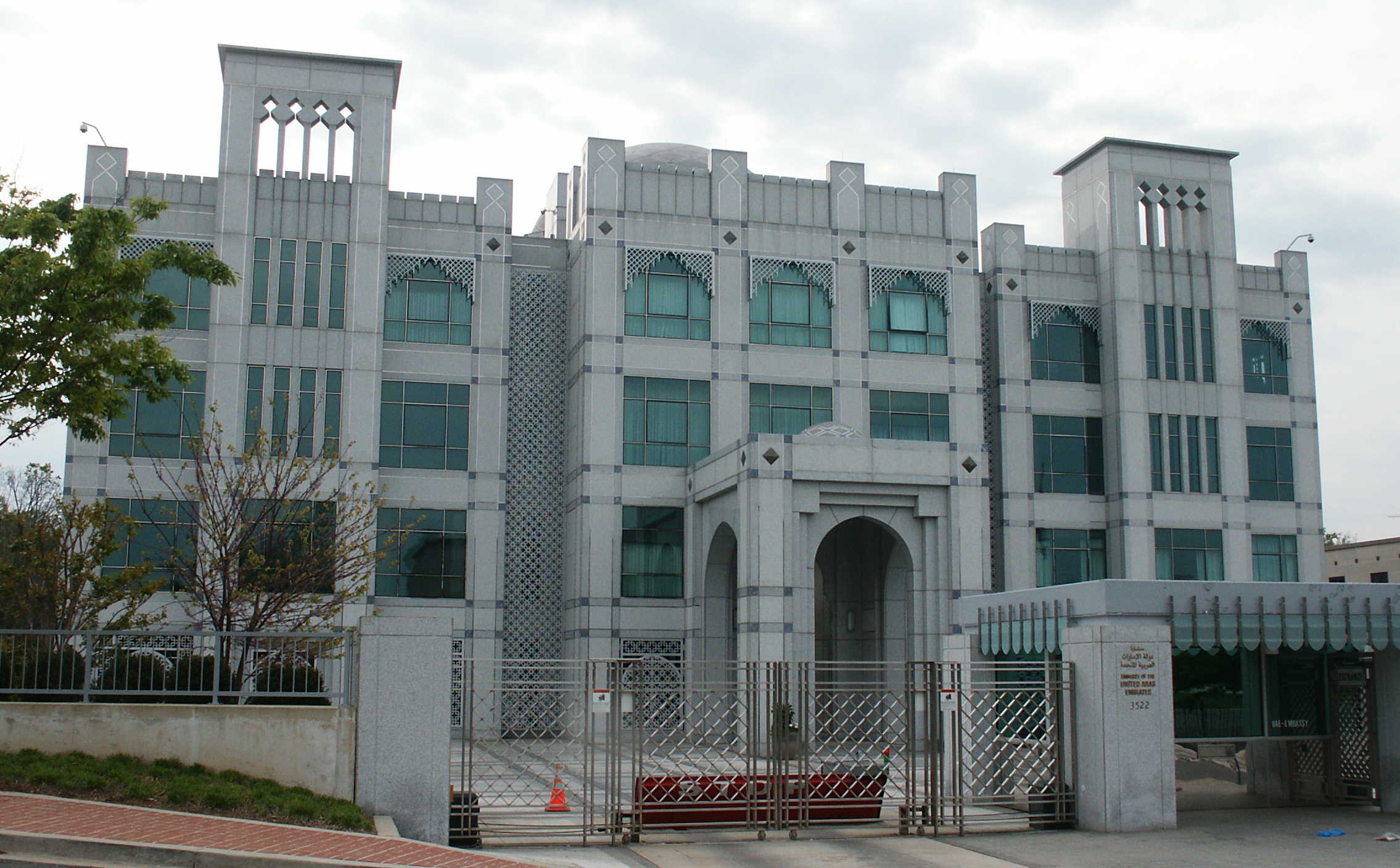
سفارت‌خانه در واشینگتن، دی.سی.

## وابسته‌های دیپلماتیک در حال گشایش
- کوزوو
  - پریشتینا (سفارت‌خانه)

## وابسته‌های دیپلماتیک غیر مقیم
- بوسنی و هرزگوین (پودگوریتسا)
- جمهوری آفریقای مرکزی (انجامنا)
- کومور (دارالسلام (تانزانیا))
- ساحل عاج (داکار)
- گامبیا (داکار)
- گینه بیسائو (داکار)
- هندوراس (پاناماسیتی)
- قرقیزستان (تاشکند)
- لیبریا (کوناکری)
- مالاوی (ماپوتو)
- مالی (داکار)
- ماداگاسکار (دارالسلام)
- نیکاراگوئه (بوگوتا)
- سیرالئون (کوناکری)
- تووالو (ولینگتون)
- تاجیکستان (نورسلطان)
- وانواتو (کانبرا)
- ونزوئلا (بوگوتا)